# غلام أعظم
غلام أعظم (بالإنجليزية: Ghulam Azam)‏ (بالبنغالية: গোলাম আযম; ‏ 7 نوفمبر 1922 – 23 أكتوبر 2014) هو زعيم سياسي بنغالي وأمير الجماعة الإسلامية البنغالية إلى غاية عام 2000. تأثرت أفكاره بشكل ملحوظ بأبو الأعلى المودودي، وعارض استقلال بنغلاديش عن باكستان قبل وخلال حرب تحرير بنغلاديش عام 1971م. وكان سبب معارضته منع أي انقسام في المجتمع الإسلامي. وسبق للمودودي أن عارض انقسام الهند لنفس السبب. وخشي أيضاً من الهيمنة الهندية.
يُزعم أنه قام بتشكيل لجنة شانتي ورضا كار والبدر من أجل إحباط جيش التحرير الذي قاتل من أجل استقلال المدينة. وأوضح غلام وأنصاره بأنه لم يقم بتشكيل أي جماعات شبه عسكرية من هذا القبيل. قام أحد قضاة المحكمة العليا في بنغلاديش عام 1994 بمحاكمة غلام أعظم محاكمة وطنية بالتعليق قائلا أن المحكمة لم تجد أي أدلة مباشرة على جرائم الحرب المنسوبة إلى غلام. وقام أحد القضاة أيضا بتوضيح أن المحكمة العليا ليس لها أي صلاحية في التحقيق في مثل هذه الجرائم الجنائية. ولم يسبق لغلام أعظم الوقوف أمام محكمة قانونية بسبب جرائم حرب مزعومة.
وفي تاريخ 11 يناير عام 2012 قامت المحكمة الجنائية الدولية باعتقال غلام أعظم بتهمة ارتكاب جرائم حرب في حرب تحرير بنغلاديش، واُنتقدت المحكمة لعدم التزامها بالمعايير الدولية. وعلى الرغم من ذلك، قام أعضاء البرلمان الأوربي بالترحيب بالجهود المبذولة لتحقيق العدالة بسبب الجرائم التي حدثت عام 1971، وقاموا أيضاً بالتنبيه على أنه يجب أن تصل هذه المحاكمات إلى أعلى المستويات. كما قام عدد من المحامين الدوليين المخضرمين ومنظمات حقوق الإنسان بالتعبير عن قلقهم حيال مدى عدالة إجراءات المحاكمة.
وفي 15 يوليو 2013 اتهمت المحكمة الدولية غلام أعظم بالتآمر والتخطيط والتحريض والتواطؤ في ارتكاب الإبادة الجماعية وأصدرت بحقه حكما بالسجن 90 عاما. وافق القضاة بالإجماع على عقوبة الإعدام لنشاطه خلال حرب تحرير بنغلاديش لكن خففت العقوبة بسبب عمره وحالته الصحية. اعتبر أنصاره المحاكمة سياسية.

## مسيرته
وُلد غلام أعظم في السابع من تشرين الثاني عام 1922م وسط عائلة من العلماء المسلمين. والده هو «مولانا غلام كبير» ووالدته «السيدة أشرف النساء» وكان والده وجده يشجعونه على إكمال دراساته الإسلامية من عمر مبكر. والتحق غلام بمدرسة في قريته برقابون في منطقة كاميلا. وأكمل دراسته الثانوية في دكا. وقام أيضا بمواصلة تعليمه والحصول على درجة البكالوريوس والماجستير في العلوم السياسية من جامعة دكا.

### وظيفته السياسية الأولى
دخل أعظم عالم السياسة كقائد للطلاب في جامعة دكا. وأصبح الأمين العام لوحدة طلاب جامعة دكا. قرر الحاكم العام الجديد لباكستان خواجة ناظم الدين أن يتّبع بجدية خطوات المؤسس بعد وفاة محمد علي جناح. وبالتالي، صرٌح بأن اللغة الأردية ستكون لغة باكستان الوحيدة، مما أدى إلى إشعال حركة في بنغلاديش باسم حركة اللغة البنغالية. وفي السنة ذاتها، قررت لجنة اللغة الدولية عرض القضية لجعل اللغة البنغالية لغة رسمية في شرق باكستان مع اللغة الأردية. وهذا قبل أن يأمر رئيس الوزراء أعظم بفعل فعلته. حيث كان هو الأمين العام لجامعة دكا في ذاك الوقت فشعر رؤساء اللجنة أن من الأفضل عدم الطلب من رئيس الوحدة أورابندو باسو بأن يواجه رئيس الوزراء لأن أورابندو كان جزءا من المجتمع الهندوسي الذي كان في ذاك الحين تحت الشبهات لدى الحكومة الباكستانية. وكان أعظم يُدرس في كلية كارميشل الحكومية في رانقبور بين عامي 1950 و 1955م. وفي عام 1952، تم القبض عليه لاشتراكه في حركة اللغة وإقالته من منصبه في التدريس في الكلية.
وكان أعظم عضو نشط في جماعة التبليغ في منطقة رانقبور بين عامي 1952 و 1954، حيث كان القائد (الأمير) لهذه المنظمة.

### بدايته مع الجماعة الإسلامية
في عام 1954، أصبح أعظم مدير فرع منظمة الثقافة الإسلامية لشرق باكستان في رانقبور «تمدن مجلس.» وقد تأثر بأفكار السيد أبو الأعلى المودودي من خلال مشاركته بالمنظمة. وعندما كان مسجونا عام 1955، أصبح أعظم عضوا في حزب المودودي (الجماعة الإسلامية). وبعد فترة قصيرة، ترقى إلى مرتبة الأمين العام للجماعة الإسلامية في شرق باكستان وذلك في عام 1957 . ولكن في عام 1964 قامت حكومة اياب خان بمنع نشاطات الجماعة الإسلامية بسبب اتهامهم بنشاطات إرهابية، حيث تم القبض على أعظم وحجزه ثمانية شهور بدون محاكمة. وفي عام 1969م، عُيّن أميرا لجماعة الإسلام إلى أن اندلعت حرب التحرير عام 1971. وشارك أيضا في تشكيل التحالف الديمقراطي في باكستان 1967 .

### حرب تحرير بنغلاديش وانتخابات 1970
احتج غلام أعظم وعدد من قادة الأحزاب الأخرى (ومن ضمنهم حزب الديموقراطية الباكستانية وحزب عوامي الوطني وجامعة علماء الإسلام ورابطة باكستان الوطنية) في شرق باكستان في رابطة عوامي بالقرب من حملة انتخابية للانتخابات العامة في عام 1970 في باكستان. حيث اتهموا الحكومة بوقف الاجتماعات العامة والاعتداءات الجسدية على السياسيين المعارضين ونهب مكاتب الأحزاب وتدميرها. وفي عام 1970، حينما كان أعظم رئيس الجماعة الإسلامية، هجم حشد مسلح على عدد من مسيرات السياسين ومن ضمنها مسيرة الجماعة الإسلامية ويزعم أن رابطة عوامي هي التي حرضتهم للهجوم.
وقف أعظم موقفا سياسيا لدعم باكستان الموحدة خلال حرب تحرير بنغلاديش، وندد مرارا وتكرارا برابطة عوماي وبجيش التحرير «موكتي باهيني» الانفصاليين الذين أصبح هدفهم المعلن بعد 26 مارس 1971 إقامة دولة بنغلاديش المستقلة بدلا من باكستان الشرقية. وبعد 25 مارس 1971 كانت مقتطفات من خطب أعظم تصدر في صحيفة جمال المعروفة باسم «صحيفة سانقرام اليومية». وفي 20 يونيو 1971 أكد أعظم دعمه للجيش الباكستاني بالقول أن :«الجيش البكستاني قضى على جميع مجرمي باكستان الشرقية». وذكر أعظم أنه انتقد بشدة الجيش الباكستاني وجنرالاته لتجاوزاتهم ضد الجماهير البنغلاديشية، ولكن أي نقد للجيش كان مراقبا من قبله في ذلك الوقت. ولم ينشر في صحف ذلك الوقت سوى تصريحات مناهضة للانفصال والباكستانية الموالية التي عكست رغبته في المحافظة على باكستان موحدة، في حين لم نشر أي تصريحات نقدية.
ويزعم أن أعظم لعب دورا في تشكيل لجان السلام عام 1971، مما أدى لوصف حركة الاستقلال بأنها مؤامرة تحيكها الهند. ويزعم أيضا أن أعظم كان أحد الأعضاء المؤسسين لهذه المنظمة، في حين ينفي أعظم نفسه قيامه بأي دور قيادي بقدر تورطه معهم، إلا أنه يذكر أنه استخدم الاجتماع لتأنيب الجيش الباكستاني لقتلهم المدنيين. كما يذكر أعظم أيضا أن دور لجان السلام الأساسي كان تخفيف عواقب اضطهاد الجيش الباكستاني لمدنيو باكستان وذلك لكونها معبرا لتمرير الشكاوي من الجيش البنغلاديشي ضد تجاوزات صفوف الجيش الباكستاني لضباطهم المسيطرين. كما يزعم أن لجنة «شانتي» قد قامت بتجنيد متطوعين من الـ«رازكارز».
وعلى العكس يزعم أعظم أنه خلال هذه الفترة فرّ قيادة حزب رابطة عوامي إلى الهند مما اضطر الناس العاديين للتوجه لجمال لطلب المساعدة. ويضيف أعظم أنه يستخدم بدوره علاقته مع لجان السلم ليفعل ما في وسعه للحد من معاناة بنغلاديش المتوسطة الواقعة تحت اضطهاد الجيش الباكستاني. وفي 12 أبريل 1971 قاد أعظم ومطيع الرحمن نظامي مظاهرات تندد حركة الاستقلال باعتبارها مؤامرة هندية. يدعي أعظم أنه أعرب علنا عن معارضته لفظائع الجيش، مؤكدا أن مثل هذا السلوك المروع عنى أنه لا يمكن للاتحاد الاستمرار في باكستان، إلا أنه يذكر أن مثل هذه التصريحات لم تنشر في صحف الدولة المراقبة في ذلك الوقت.
أعلن أعظم في اليوم العشرين من شهر يونيو 1971 في مدينة بتهور، أن الأقليات الهندوسية في شرق باكستان بقيادة شيخ مجبر رحمن تعد مؤامرة للانفصال عن باكستان. وفي يوم 21 أغسطس من ذلك العام، صرح أعظم في جملة نشرت في صحيفة سانقرام البنغلادشية قائلا " أن داعمي الحركة البنغلادشية هم في الأصل أعداء الإسلام والمسلمين والدولة الباكستانية، وبدوره أنكر أعظم جميع الاتهامات والطعون في الأدلة التي قدمت ضدهم وذلك لتبرير حركتهم.
قرر الجناح العسكري لحكومة يحيى خان عن إجراء انتخابات وذلك في محاولة لإضفاء شرعية لسلطتهم. حيث أعلن في يوم 12 أكتوبر أن الانتخابات ستجري من يوم 25 نوفمبر وحتى التاسع من شهر ديسمبر. وقرر أعظم أن يخوض هذه الانتخابات، ولكن سرعان ما أعلنت الحكومة الباكستانية في 15 أكتوبر أنه تم اختيار 15 مرشحا دون خوضهم للانتخابات، وفي مصادر أعلنت في الثاني من نوفمبر أنه تم اختيار 53 مرشحا دون انتخابات. وقد فازت الجماعات في هذه الانتخابات بأربعة عشر مقعدا.

### المنع من دخول بنغلاديش
كتب أعظم في سيرته «ما رأيت في الحياة» عن الأنشطة التي ساهم فيها خلال تسعة أشهر من الحرب. وحسب ما ذكر في كتابه أنه عندما كان في طريقه إلى دكا قادما من غرب باكستان، حولت الطائرة مسارها إلى السعودية بسبب اتحاد القوى السعودية والبنغلادشية ضد باكستان. وبعد عدة أسابيع معدودة ظهرت على إثر عذه الحرب دولة مستقلة في شرق باكستان وسميت ببنغلاديش. قامت حكومة الدولة الجديدة بسحب جنسية أعظم وجماعته الإسلامية ومنعهم من دخول الدولة. ولكن في عام 1992م نشرت صحيفة نيو يورك تايمز أن أعظم غادر شرق باكستان في 1970 بسبب معارضته لحركة الاستقلال بدون أي ذكر لمطالباته التي دامت 22 سنه.
أعلنت حكومة بنغلاديش بعد الحرب استقلالية البلاد الجديدة لتكون العلمانية والدين هما أساس فرض الحظر على الأحزاب السياسية. [بحاجة لمصدر] وفي 18 أبريل 1973 سحبت الحكومة جنسية غلام أعظم و 38 من المتعاونين المزعومين من الجيش الباكستاني. وقد رفض أعظم عفواً من رئيس وزراء بنغلاديش الشيخ مجيب الرحمن، المشروط بالعودة إلى بنغلاديش ونبذ سياسة الجماعة، [بحاجة لمصدر] مفضلاً العيش في منفى باكستان وإنجلترا حتى عام 1978. وعندما قام الرئيس ضياء الرحمن باستعادة نظام تعدد الأحزاب الديمقراطي، قامت الجماعة بإعادة إطلاق نفسها واغتنام الفرصة الديمقراطية، وسرعان ما عاد غلام أعظم إلى بنغلاديش بتأشيرة مؤقتة.
دعت الادعاءات المقدمة ضد غلام أعظم إلى محكمة صورية «المحكمة الشعبية» في عام 1992، زاعما أن بعد عام 1971 حاول أعظم إقناع العديد من القادة السياسيين في الشرق الأوسط وباكستان بعدم دعم الدولة حديثة الولادة.
وذكر غلام أعظم بنفسه أن جميع هذه الادعاءات ليست صحيحة بتاتاً وأنها ذات دوافع سياسية، وتحدى متهميه أن يقدموا دليلا لهم.

### العودة لبنغلاديش المستقلة
في عام 1978، سمح رئيس بنغلاديش ضياء الرحمن لأعظم بالعودة إلى البلاد. فعاد بتأشيرة مؤقتة وبجواز سفر باكستاني. [بحاجة لمصدر] ولكنه عاش في بنغلاديش منذ عام 1978م حتى عام 1994م كباكستاني الجنسية دون أي تأشيرة صالحة للبقاء، ورفض مغادرة البلاد التي يتعبرها وطنه الأم.
أصبح أعظم أميراً غير رسمي للحزب حين بقائه في بنغلاديش بشكل غير قانوني، بسبب تجاوزه للمدة المحددة لتأشيرة الزيارة المعطاة لجواز سفره الباكستاني ذلك بسبب رفض الحكومة إعطائه الجنسية البنغلادشية. ومع ذلك، لم تُبذل أي محاولة لمنعه حيث كان يتنقل بحرية علنا بسبب عدم تسوية قضيته. وأخيراً، منحت له الجنسية في عام 1994 بقرار من المحكمة العليا في بنغلاديش وهيئة القضاة التي كان يترأسها محمد حبيب الرحمن (الذي عُيّن لاحقاً في الحكومة المؤقتة عام 1996)، وقد قضى المرسوم بأنه بحكم ولادته في بنغلاديش فأنه يستحق الجنسية. وفي أواخر عام 2000 , أعلن غلام أعظم اعتزاله السياسة النشطة وخلفه مطيع الرحمن نظامي.

### محاكمة المواطنة
في عام 1994 م قدّم أحد القضاة في المحكمة العليا في بنغلاديش ملاحظة عابرة قائلا: أنه لا يوجد ما يورط الملتمس غلام أعظم مباشرة في أي من الأعمال الوحشية التي يزعم أنها ارتكبت من قبل الجيش الباكستاني أو شركائهم – وهم آل راجاكريز وآل بدرز وآل شمس- .ولكن بما أن المحكمة العليا ليس لها أي سلطة قضائية على الجرائم الجنائية المماثلة لهذه الجريمة، لم تؤخذ هذه الملاحظة على أنها تبرئة له من جرائم الحرب التي سبق ووضحها القضاة الآخرين. فقد صرح مصطفى كمال قاضي شعبة الاستئناف في المحكمة العليا في بنغلاديش قائلاَ: أولاً: التعليقات على الجوانب الجنائية للسوابق السياسية للمدعي لم يتم التأكد من صحتها في المحكمة. ثانياً: حتى لو كانت الإدعاءات صحيحة فإن قانون المواطنة البنغلاديشي لا يرفض منح المواطنة لأولئك الذين عارضوا إنشاء دولة بنغلاديش وقاتلوا المناضلين لأجل الحرية وكانوا متورطين في كثير من قضايا القتل والاغتصاب.

### الاعتقال والسجن
قامت محكمة الجرائم الدولية بالقبض على غلام أعظم في 11 يناير 2012, بتهمة ارتكاب جرائم ضد الإنسانية والسلام، بالإضافة إلى الإبادة الجماعية وجرائم الحرب في عام 1971. وقد رفضت محكمة الجرائم الدولية توسلاته لإطلاق سراحه بكفالة وقامت بإرساله إلى سجن دكا المركزي. ولكن نظراً لتقدمه في العمر تم إرساله بعد ثلاث ساعات إلى مستشفى جامعة الشيخ مجيب في بانغاندو لعمل فحص طبي. ووفقاً لصحيفة ديلي ستار فقد تم السماح له بالبقاء في زنزانة المستشفى في 15 يناير/كانون الثاني على الرغم من تصريح الفريق الطبي بقدرته على إكمال المحاكمة. وقد قامت الصحيفة ذاتها فيما بعد بالتسليم بصحة بقائه هناك لحالته الصحية المعتلة.
و قد قامت أسرة أعظم وأنصاره بإدعاء أن حالته الصحية تدهورت بسرعة منذ سجنه. وأفادت التقارير الصادرة عن عدة صحف مناصرة لحركة جماعات ومن ضمنها صحيفة المتحدثين باسم جماعات ذا ديلي سانغرام أن زوجته السيدة عفيفة أعظم صرحت متعجبةَ من علاجهم له بأنه أصبح ضعيفاً وخسر ثلاثة كيلوغرامات خلال شهرِ واحد بسبب سوء التغذية. وعلى الرغم من بقائه في زنزانة المستشفى إلا أن زوجته وصفت معالجتهم له بالانتهاك الجسيم لحقوق الإنسان.
اشتكت زوجة أعظم من منعه من الزيارات العائلية الملائمة ومنع حصوله على الكتب، قائلةً بأن ذلك يصل إلى «تعذيب عقلي». وذكرت صحيفة دايلي ستار بأن زوجة أعظم ومحاموه قد سُمح لهم بمقابلته في يوم 18 فبراير. وذكرت الصحيفة أيضا بأنه في يوم 25 فبراير لعام 2012، مُنع ابن أخ أعظم من زيارته في اللحظة الأخيرة عندما كان على وشك دخول غرفة سجن المستشفى، حيث حدث هذا على الرغم من الموافقة المبدئية لطلب الزيارة.
قامت محكمة الجرائم الدولية بتوجيه إدانة دولية واسعة الانتشار من منظمات الحقوق القانونية والإنسانية، بما في ذلك الأمم المتحدة، ونقابة المحامين الدولية، ومنظمة مراقبة حقوق الإنسان، ومنظمة العفو الدولية. وقالت لورل فليتشر أستاذة القانون الاكلينيكي في جامعة كاليفورنيا في بيركلي بأنه «مثل هذه المحاكمات تكون عرضة لخطر تحولها إلى محاكمات سياسية حيث تُثنى القوانين لتحقيق نتائج مقررة سلفاً».
وصف رئيس الاتحاد العالمي لعلماء المسلمين الشيخ يوسف القرضاوي الاعتقال بأنه «مخزي». وطالب الحكومة البنغلاديشية بإطلاق سراحه فورا، مصرحا بأن «اتهام البروفيسور غلام أعظم ورفاقه العلماء والناشطين الإسلاميين بارتكاب جرائم حرب قبل أكثر من 40 سنة غير منطقي ولا يمكن القبول به».
في 24 يناير 2012، صرح القاضي حسين أحمد الرئيس السابق للجماعة الإسلامية في باكستان «أطالب بالإفراج الفوري عن البروفيسور غلام أعظم الذي يبلغ من العمر 89 عاما، الأمير السابق للجماعة الإسلامية في بنغلاديش». وأيضا أدان الاعتقال أمير الجماعة الإسلامية في الهند، سيد جلال الدين العمري، قائلاً «من الواضح للجميع، سواء الحكومة الهندية، أو المراكز العلمية، أو المنظمات، أو الأشخاص الذين يراقبون عن كثب الأحداث في العالم الإسلامي، بأن محاكمات اعتقال أعضاء الجماعات تكون مزوره وبعيدة عن العدالة، ويتم القيام بها بطريقة انتقامية».

### وفاته
سنة 2013 حكم بالسجن على غلام أعظم لمدة 90 عاما بعد إدانته بستين «جريمة ضد الإنسانية» مرتبطة بحرب الاستقلال مع باكستان عام 1971. أنكر غلام أعظم جميع التهم وقال أنصاره إنها تهم سياسية. وطالب الادّعاء حينها بالحكم عليه بعقوبة الاعدام بيد أن محكمة مؤلفة من قضاة ثلاثة قضت بأنه يحكم بعقوبة السجن لكبر سنه. اندلعت اشتباكات بين الشرطة وأنصار الجماعة الإسلامية عقب صدور الحكم.
بعد تدهور صحته، طالب من الحكومة والمحكمة بتوفير رعاية صحية، وظروف معيشية أفضل، إلا أن المحكمة رفضت الطلب. يوم الخميس 23 أكتوبر 2014 ساءت حالتة الصحية بشكل كبير، وتم نقله من السجن إلى مستشفى جامعة «الشيخ مجيب رحمن»، لتلقي العلاج، وتوفي في نفس ذلك اليوم هناك عن عمر يناهز 92 عاما.

## مؤلفاته
قام غلام أعظم بتأليف أكثر من سبعين كُتيب وكتاب في مواضيع تتعلق بالإسلام والسياسة والمجتمع المسلم والثقافة. وقام بكتابتهم باللغتين الإنجليزية والبنغلاديشية. وهذه بعض من الكتب التي قام بكتابتها:
- دليل إلى الحركة الإسلامية
- الجماعة الإسلامية وبنغلاديش
- الوحدة الإسلامية والحركة الإسلامية
- سيرة النبي صلى الله عليه وسلم
- فهم سريع للقرآن الكريم
- السياسة في حياة النبي عليه الصلاة والسلام
- إقامة الدين
- من بليسي إلي بنغلاديش
- سياسة بنغلاديش
- جماعة الإسلام والحركة الديموقراطيه
- مستقبل جماعة الإسلام وبنغلاديش
- وطني بنغلاديش
- الديموقراطية ضد الرأسمالية؛ أفكار أبو الأعلى المودودي
- الإسلام في السياق الحديث، كما رأيت مولانا المودودي
- ما رأيته في الحياة